# Marinai in guardia
Marinai in guardia (Sailors, Beware!) è un cortometraggio muto del 1927 prodotto da Hal Roach per la Pathé Comedy, diretto da Hal Yates e interpretato da Stan Laurel e Oliver Hardy. Il corto è conosciuto anche con il titolo alternativo Attenti marinai!.

## Trama
Per poter assistere a delle corse a Monte Carlo, un nutrito gruppo di milionari americani si imbarca sul transatlantico Mirimar. Chester è un tassista a cui capita di condurre al porto Madame Ritz, una truffatrice internazionale che intende salire su quella nave per ripulire i passeggeri, e suo marito Roger, un uomo in miniatura che indossa vestiti da bebè per dare una mano alla moglie. Una volta arrivati, la donna e il "bambino" si dileguano senza pagare e subito dopo sopraggiunge un poliziotto che ordina a Chester di andare in un altro posto senza dargli modo di ribattere. Mentre Madame Ritz è fatta imbarcare dall'ufficiale di bordo Cryder, uomo molto sensibile al fascino femminile, Chester, mentre cerca di spegnere un incendio sul suo taxi causato dalla truffatrice, viene per errore issato con tutta l'automobile sulla nave che salpa. Una volta a bordo, il tassista vorrebbe essere riportato a terra e lo dice proprio al capitano, il più duro marinaio dei sette mari, che obbliga Chester a lavorare come cameriere.
Dopo alcuni buffi scontri con Cryder, Chester entra nella camera della truffatrice dove trova suo marito. Il piccolo lo invita a giocare a dadi scommettendo soldi veri e Chester perde tutti i suoi cinque dollari. Quando lo invita a ridargli i soldi, poiché pensava che stessero giocando per scherzare, il finto bambino si rifiuta. A questo punto Chester si accorge che i dadi sono truccati e insegue il truffatore per tutta la stanza. In quel momento entra la donna e poi l'ufficiale Cryder e Chester è costretto ad andarsene.
Dopo un po' la donna organizza una partita a carte, truffando le altre tre giocatrici grazie all'aiuto del marito-bimbo ma l'arrivo di Chester, che si accorge che la coppia sta barando, permette ad una delle giocatrici di vincere il piatto. Sconfitta ed adirata, Madame Ritz rifila l'ennesimo pugno sul viso a Chester. Nella confusione, però, il finto bambino deruba una delle altre tre donne dei suoi gioielli, nascondendoli in un orsacchiotto di pezza e poi fugge. Chester, però, non ha smesso di cercare il finto bambino per farsi ridare i cinque dollari e quando lo trova il piccolo finisce in un boccaporto finendo nel carbone. Così quando Chester è costretto a fargli un bagno, scopre i gioielli nel suo pupazzo. Mentre i passeggeri sono riuniti perché informati del furto dei preziosi, Chester fa irruzione nella sala portando l'orsacchiotto con i gioielli in una mano e il finto bimbo sotto il braccio e spiega tutto al capitano. Riconoscenti, i passeggeri raccolgono fra di loro una buona somma di denaro e la consegnano a Chester. Con questi soldi, Chester può pagarsi il biglietto come passeggero e smettere di fare il cameriere.
Madame Ritz viene arrestata ma il suo piccolo marito riesce a mettere K.O. Cryder.

## Edizione italiana
Fu distribuita in vhs con le didascalie tradotte, in DVD con le musiche restaurate e gli effetti sonori del gruppo Beau Hunks. Negli anni '80 la RAI ne fece un'edizione sonorizzata con le didascalie lette da Enzo Garinei e Giorgio Ariani, e le musiche di Piero Montanari.